# Секретаріат Кабінету Міністрів України
Секретаріа́т Кабіне́ту Міні́стрів Украї́ни, також Секретаріат КМУ, СКМУ — постійний орган, що здійснює організаційне, експертно-аналітичне, правове, інформаційне та матеріально-технічне забезпечення діяльності Кабінету Міністрів України.
Відповідно до закону забезпечує підготування та проведення засідань КМУ та діяльність Прем'єр-міністра України, Першого віце-прем'єр-міністра України, віце-прем'єр-міністрів України та міністрів України, які не очолюють міністерства. Здійснює контроль за своєчасним поданням органами виконавчої влади проєктів законів, проєктів актів КМУ, інших документів для підготовки їх до розгляду Кабінетом Міністрів України. Забезпечує відповідно до закону 2939-17 розгляд та надання відповідей на запити, що надходять до КМУ. Є юридичною особою та діє на підставі закону та положення, що затверджується КМУ.

## Склад і чисельність
Секретаріатом КМУ керує Міністр Кабінету Міністрів України. Припинення повноважень КМУ не є підставою для звільнення з посад державних службовців, інших працівників СКМУ, крім державних службовців, інших працівників патронатних служб.
Структура СКМУ затверджується Кабінетом Міністрів України за поданням Державного секретаря КМУ та станом на жовтень 2019 є такою:
- Керівництво Секретаріату Кабінету Міністрів України
  - Апарат Прем'єр-міністра України
  - Служби Першого віце-прем’єр-міністра України, віце-прем’єр-міністрів України, Міністра Кабінету Міністрів України
- Урядовий уповноважений з прав осіб з інвалідністю
  - Апарат Урядового уповноваженого з прав осіб з інвалідністю
- Урядовий уповноважений з питань гендерної політики
  - Апарат Урядового уповноваженого з питань гендерної політики
- Директорат координації державних політик та стратегічного планування
- Директорат публічної адміністрації
- Директорат моніторингу та контролю
- Директорат територіального та місцевого розвитку
- Директорат взаємодії з Верховною Радою України
- Урядовий офіс координації європейської та євроатлантичної інтеграції
- Департамент з питань фінансового та економічного розвитку
- Департамент з питань ефективного управління державною власністю
- Департамент з питань розвитку паливно-енергетичного комплексу та житлово-комунального господарства
- Департамент з питань безпеки, оборони, діяльності органів юстиції та запобігання корупції
- Департамент з питань безпеки життєдіяльності, охорони навколишнього природного середовища та агропромислового комплексу
- Департамент з питань інфраструктури та технічного регулювання
- Департамент гуманітарної та соціальної політики
- Департамент інформації та комунікацій з громадськістю
- Департамент з питань міжнародного співробітництва
- Юридичний департамент
- Департамент кадрового забезпечення
- Департамент організації засідань Кабінету Міністрів України та урядових комітетів
- Департамент забезпечення документообігу
- Департамент з питань взаємодії з Верховною Радою України, іншими державними органами
- Господарсько-фінансовий департамент
- Управління протоколу
- Управління інформаційних технологій та безпеки
- Управління з питань роботи із зверненнями громадян
- Режимно-секретне управління
- Управління організаційно-аналітичного забезпечення діяльності Прем’єр-міністра України
- Відділ з питань дотримання антикорупційного законодавства

Гранична чисельність працівників до 1 травня 2018 року становить 828 одиниць, з них Апарату Прем'єр-міністра України — 40 одиниць.

## Керівництво Секретаріату
Міністр Кабінету Міністрів України, зокрема:
1. організовує роботу Секретаріату;
2. подає для затвердження Кабінету Міністрів України пропозиції щодо структури Секретаріату;
3. призначає на посаду і звільняє з посади працівників Секретаріату (крім керівника Апарату Прем'єр-міністра України)
4. затверджує положення про структурні підрозділи;
5. контролює виконання планів роботи Кабінету Міністрів України
6. подає для схвалення Прем'єр-міністрові України проєкт порядку денного засідання Кабінету Міністрів України;
7. подає Прем'єр-міністрові України на підпис прийняті Кабінетом Міністрів України акти, а також для візування — схвалені проєкти законів та актів Президента України;
8. проводить у разі потреби наради з керівниками центральних органів виконавчої влади для обговорення стану підготовки питань до розгляду на засіданнях Кабінету Міністрів України та урядових комітетів;
9. запитує у міністерств, інших центральних і місцевих органів виконавчої влади, Ради міністрів Автономної Республіки Крим, підприємств, установ і організацій матеріали та інформацію з питань, що розглядаються Кабінетом Міністрів України та урядовими комітетами;
10. видає з питань, що належать до його компетенції, накази та дає відповідні доручення працівникам Секретаріату.

Державний секретар Кабінету Міністрів України має першого заступника та заступників, які призначаються на посаду та звільняються з посади Кабінетом Міністрів України за пропозицією Комісії з питань вищого корпусу державної служби за результатами конкурсу відповідно до законодавства про державну службу.

## Патронатні служби

### Апарат Прем'єр-міністра України
У складі Секретаріату утворюється Апарат Прем'єр-міністра України, керівник якого призначається на посаду і звільняється з посади Кабінетом Міністрів України за поданням Прем'єр-міністра України.

### Служби
Служби здійснюють організаційне, інформаційне і аналітичне забезпечення Першого віце-прем'єр-міністра України, віце-прем'єр-міністрів України, Міністра Кабінету Міністрів України та міністрів, які не очолюють міністерства і безпосередньо їм підпорядковані.
Служби, зокрема:
1. організовують робочий час відповідної посадової особи, готують їх робочі плани, організовують проведення нарад, зустрічей і поїздок, зокрема за кордон, прес-конференцій і брифінгів та оформляють відповідні протоколи за результатами нарад і зустрічей;
2. забезпечують надання консультацій відповідній посадовій особі з політичних та фахових питань і підготовку аналітичних, довідкових, інформаційних матеріалів, готують проєкти текстів для виступів відповідної посадової особи;
3. попередньо розглядають документи, що адресовані відповідній посадовій особі;

## Структурні підрозділи
Здійснюють такі функції:
1. забезпечують наступність у діяльності Кабінету Міністрів України у разі зміни його складу та відповідне інформування нових членів Кабінету Міністрів України;
2. забезпечують підготовку і проведення засідань Кабінету Міністрів України та урядових комітетів;
3. складають протоколи засідань Кабінету Міністрів України та урядових комітетів, забезпечують ознайомлення з ними членів Кабінету Міністрів України і представників інших органів;
4. забезпечують дотримання вимог Регламенту Кабінету Міністрів України щодо підготовки і оформлення проєктів актів законодавства та інших документів, які подаються на розгляд Кабінету Міністрів України та урядових комітетів;
5. готують плани організації підготовки проєктів актів законодавства, необхідних для забезпечення реалізації законів України та організації виконання указів Президента України і постанов Верховної Ради України;
6. контролюють своєчасне подання органами виконавчої влади проєктів актів законодавства та інших документів для підготовки їх до розгляду Кабінетом Міністрів України та урядовими комітетами;
7. забезпечують координацію Кабінетом Міністрів України діяльності органів виконавчої влади щодо розроблення проєктів актів законодавства, виконання планів роботи Кабінету Міністрів України з урахуванням пріоритетів державної політики;
8. проводять юридичну і фахову експертизу та готують експертні висновки до проєктів актів законодавства, які подаються на розгляд Кабінету Міністрів України, щодо їх відповідності Конституції та законам України, іншим актам законодавства, пріоритетам державної політики, визначеним у Програмі діяльності Кабінету Міністрів України і планах його роботи;
9. готують аналітичні, інформаційні, довідкові та інші матеріали з питань, що розглядаються Кабінетом Міністрів України та урядовими комітетами;
10. опрацьовують кореспонденцію, що надходить до Кабінету Міністрів України, та готують за результатами її розгляду проєкти відповідних листів Прем'єр-міністра України, Першого віце-прем'єр-міністра України та віце-прем'єр-міністрів України;
11. організовують роботу, пов'язану з погодженням Кабінетом Міністрів України відповідних кадрових призначень;
12. забезпечують доступ громадськості до інформації про діяльність Кабінету Міністрів України, Прем'єр-міністра України, Першого віце-прем'єр-міністра України, віце-прем'єр-міністрів України, Міністра Кабінету Міністрів України та міністрів, які не очолюють міністерства шляхом розміщення на офіційному вебсайті Кабінету Міністрів України (Єдиному вебпорталі органів виконавчої влади);
13. сприяють взаємодії Кабінету Міністрів України з об'єднаннями громадян, міжнародними організаціями, засобами масової інформації тощо;
14. готують відповідно до компетенції пропозиції щодо замовлення проведення науково-дослідних робіт;
15. здійснюють заходи щодо підготовки та реалізації проєктів міжнародної допомоги, реципієнтом яких є Секретаріат;
16. забезпечують координацію Кабінетом Міністрів України роботи із здійснення органами виконавчої влади заходів щодо організації забезпечення мобілізаційної підготовки та мобілізації в Україні, розроблення проєкту мобілізаційного плану України і подання його для затвердження Президентові України;
17. здійснюють заходи щодо забезпечення функціонування системи управління державою в особливий період і у разі введення режиму надзвичайного стану;
18. організовують розгляд звернень органів місцевого самоврядування, об'єднань громадян, підприємств, установ і організацій;
19. організовують та здійснюють розгляд звернень громадян, адресованих Кабінету Міністрів України, Прем'єр-міністру України, Першому віце-прем'єр-міністру України, віце-прем'єр-міністрам України;
20. здійснюють контроль за вирішенням порушених у зверненнях громадян питань, дотриманням законодавства про звернення громадян;

## Оплата праці
Умови оплати праці працівників Секретаріату визначає Кабінет Міністрів України, а оплата здійснюється в межах коштів, передбачених у державному бюджеті.
Кошторис та штатний розпис Секретаріату затверджує Міністр Кабінету Міністрів України за погодженням з Мінфіном у межах бюджетних асигнувань, передбачених для забезпечення діяльності Секретаріату.